# کیلین (آفریده افسانه‌ای)
چیلین (انگلیسی: Qilin؛ ژاپنی: 麒麟؛ همچنین قیلین یا کیرین) یک نوع جانور اسطوره‌ای، شیمر در چین و دیگر کشورهای حوزه فرهنگی شرق آسیا است و در اسطوره‌شناسی چین ظاهر می‌شود. گفته می‌شود که آمدن کیلین علامت ظهور قریب‌الوقوع یک حکیم یا یک حاکم برجسته است. کیلین نوع خاصی از خانواده اسطوره‌ای جانوران تک‌شاخ با نام lin است. کیلین همچنین در اسطوره‌شناسی فرهنگ‌های دیگر، مانند اسطوره‌شناسی ژاپنی و کره‌ای، جایی که به عنوان کیرین شناخته می‌شود، و اسطوره‌شناسی ویتنامی، جایی که به عنوان kỳ lân شناخته می‌شود، ظاهر می‌شود.

## نگارخانه

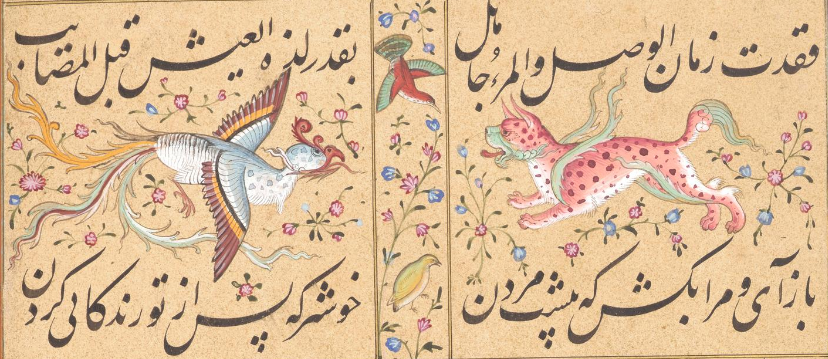
سیمرغ و چیلین
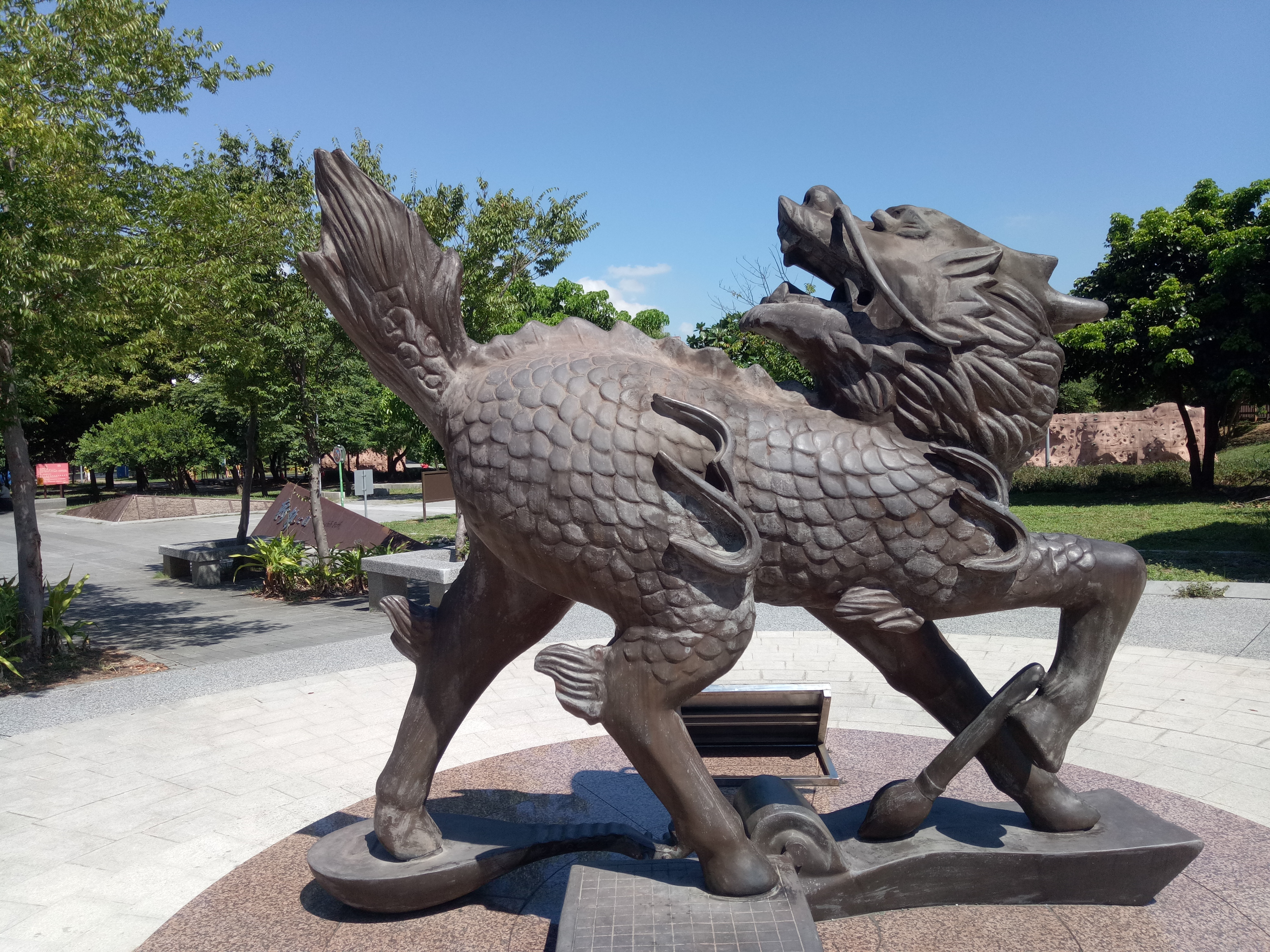
مجسمه‌ای از چیلین در کاخ تابستانی پکن
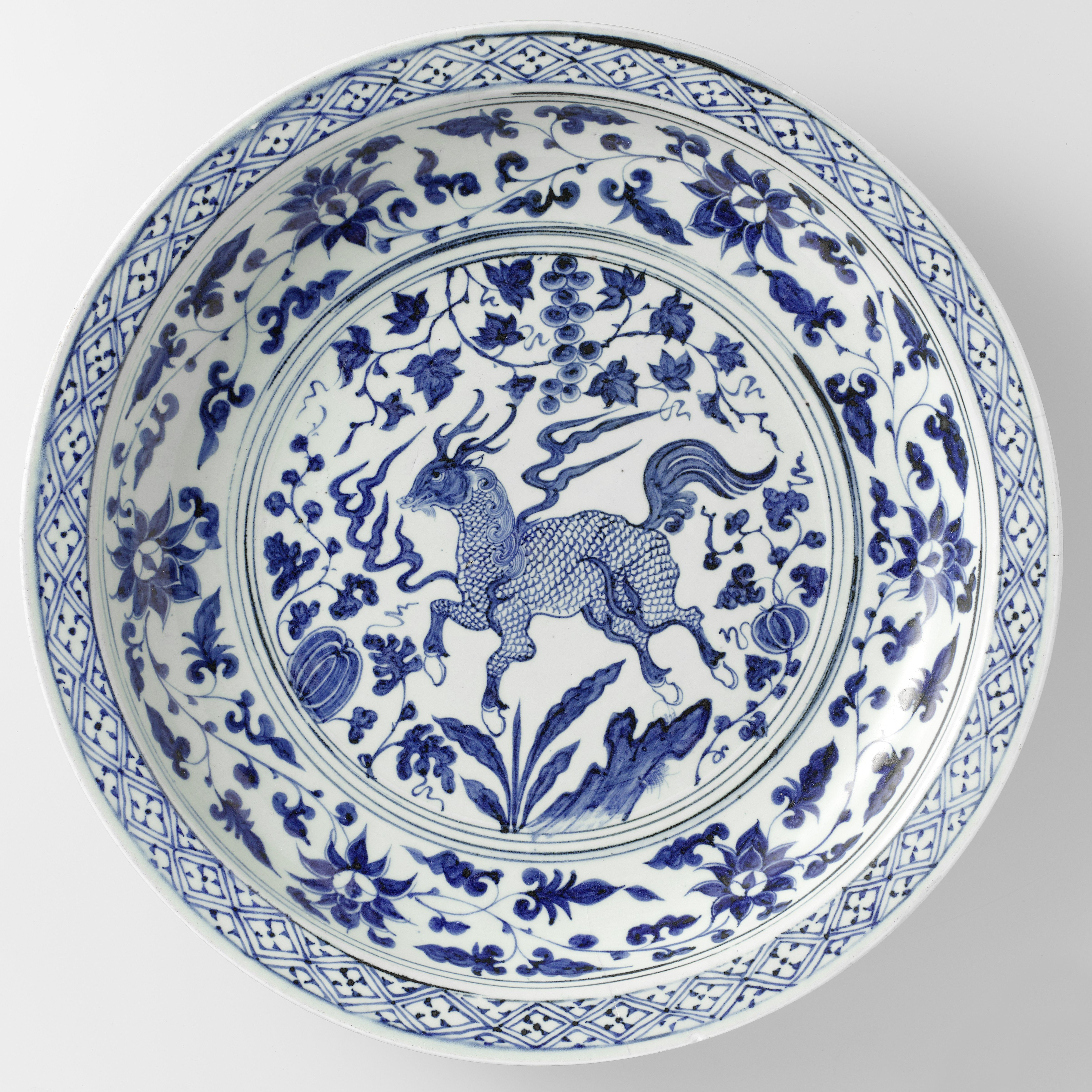
بشقاب دودمان یوآن با چیلین در مرکز
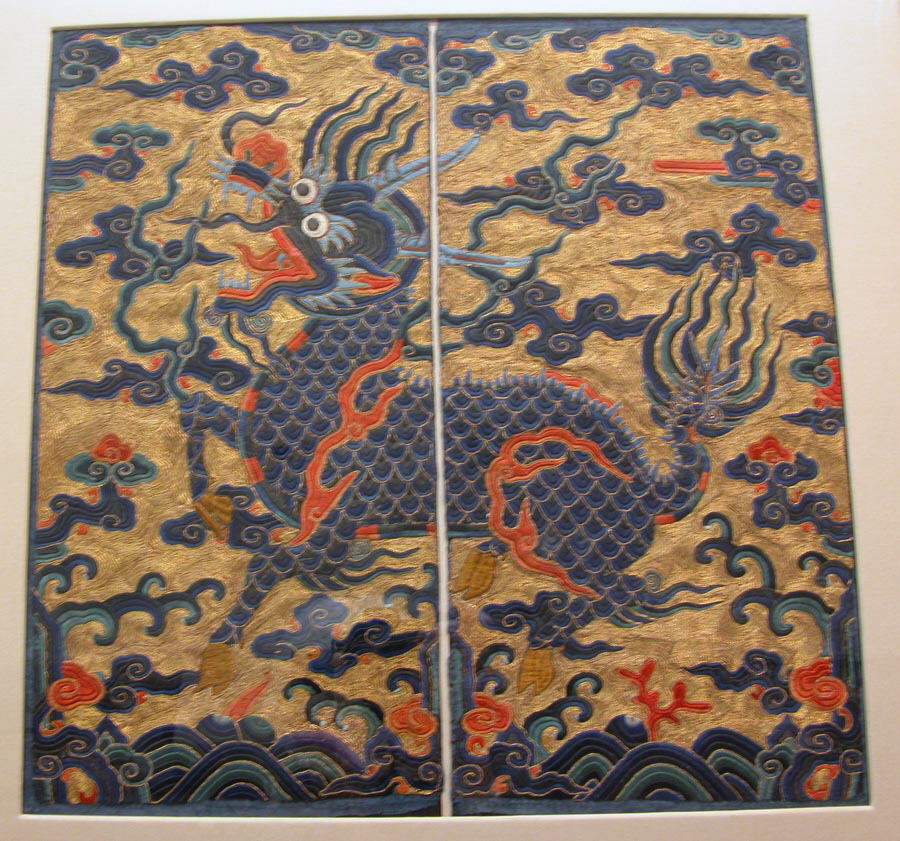
قیلین دوزی‌شده،  دودمان چینگ
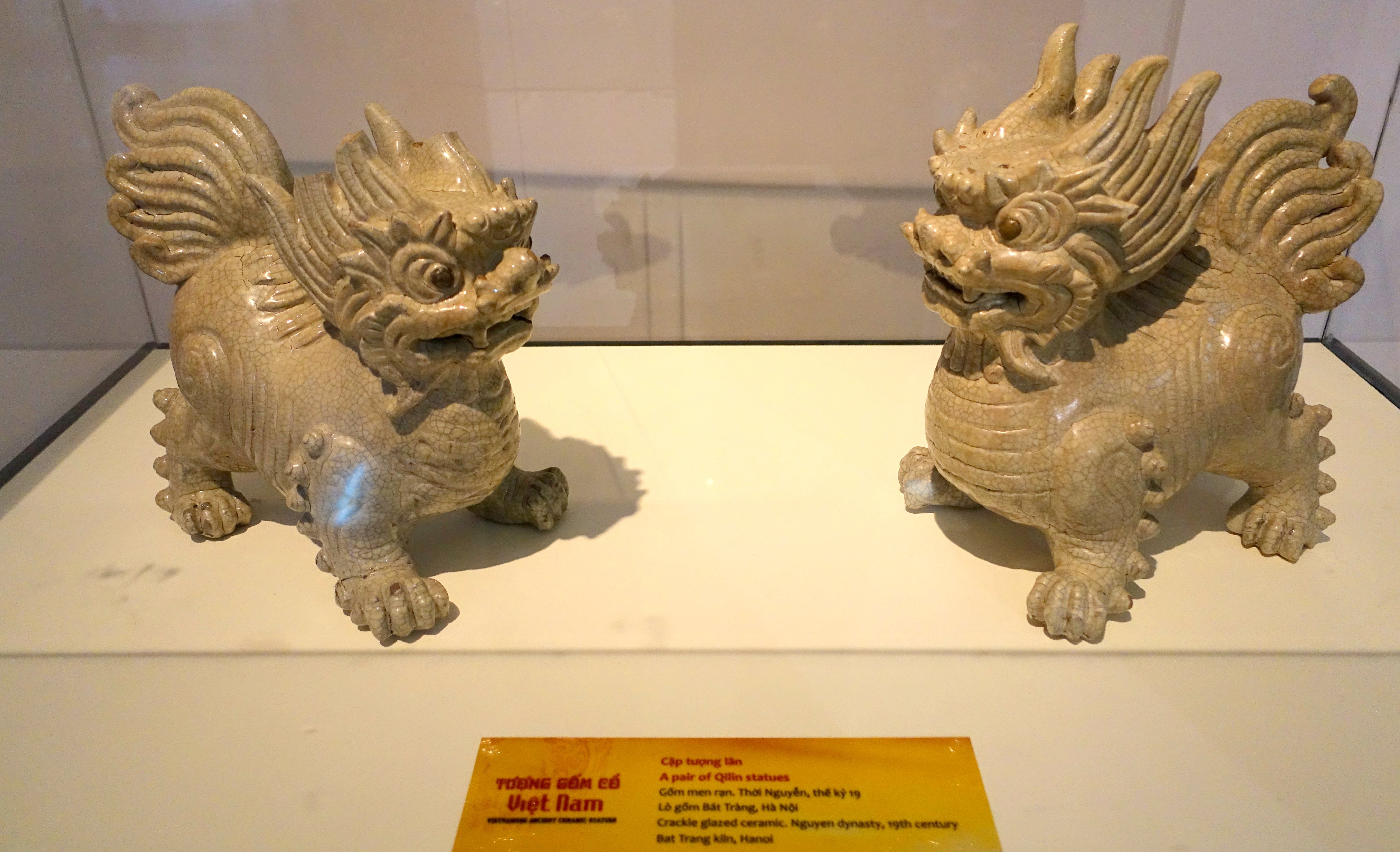
مجسمه‌های Kỳ Lân، سلسله نگوین - موزهٔ ملی تاریخ ویتنام
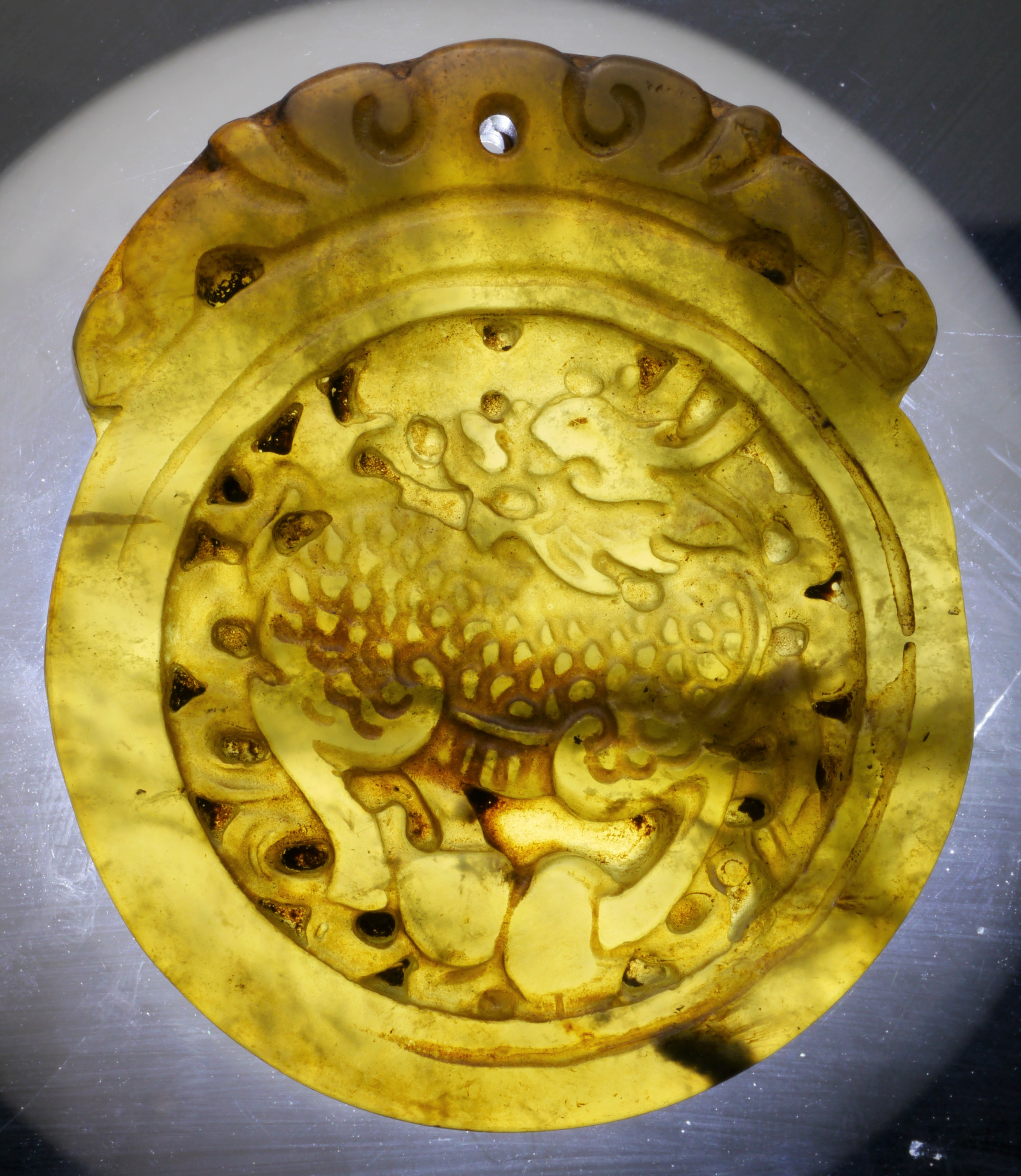
آویز چیلین
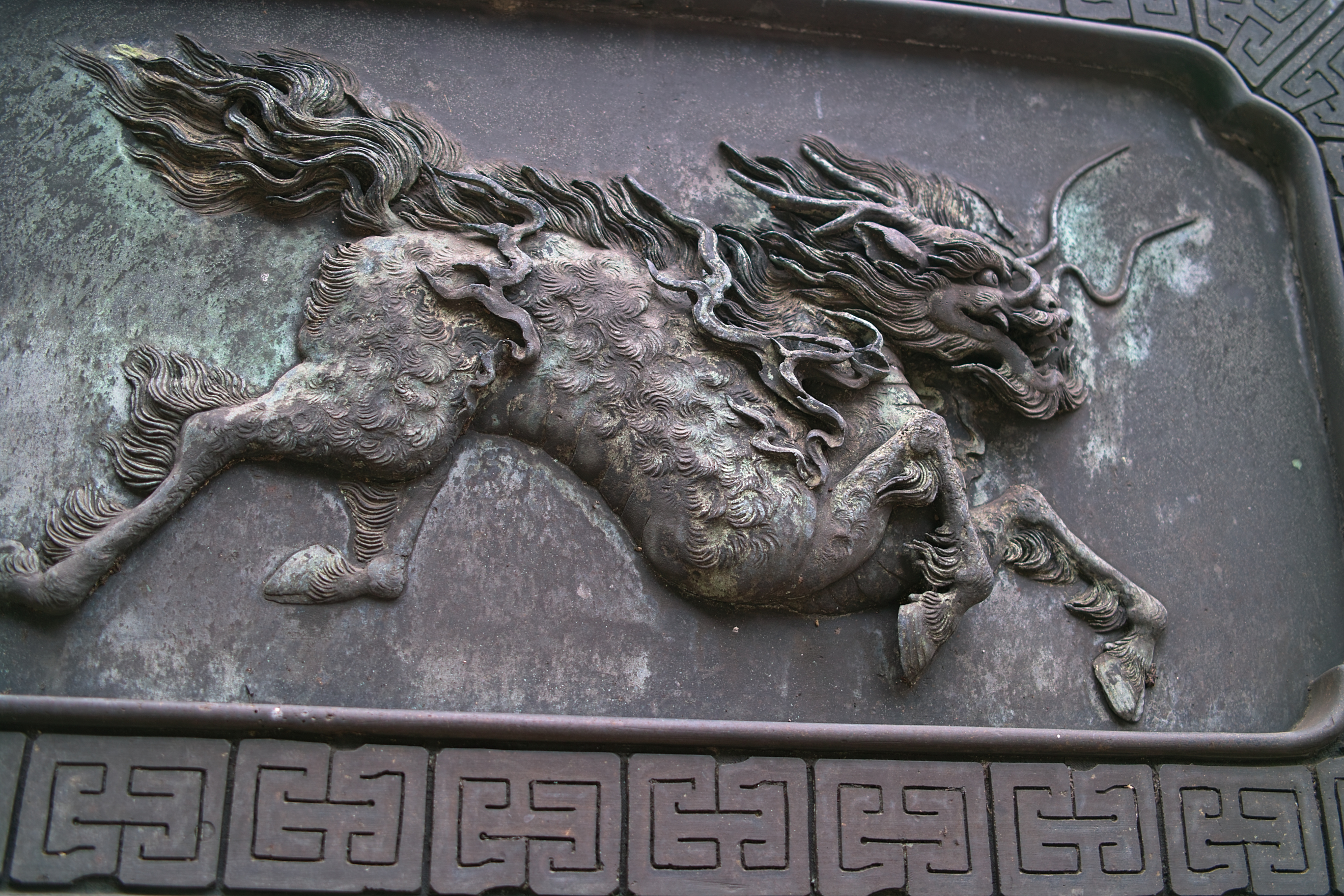
کیرین ژاپنی